# Alexei Nemov
Alexei Yurievich Nemov, em russo: Алексей Юрьевич Немов, (Barashevo, 28 de Maio de 1976) é um ex-ginasta russo, que competia em provas de ginástica artística.
Alexei conquistou um total de doze medalhas olímpicas; sendo quatro de ouro, duas de prata e seis de bronze. As conquistas ocorreram nos Jogos Olímpicos de Atlanta, em 1996 e nos Jogos Olímpicos de Sydney, em 2000,- sendo seis em cada um.
Nos Jogos Olímpicos de Atenas, em 2004,- sua terceira aparição olímpica, Alexei após finalizar seus exercícios na barra fixa, foi bastante aplaudido pelos torcedores russos. Porém, a nota baixa, fez com que a torcida vaiasse o resultado durante dez minutos; quando o próprio Nemov subiu ao pódio para pedir silêncio e agradecimento aos fãs.

## Carreira
Nemov, começou na ginástica aos seis anos de idade, quando sua mãe o levou ao Volzhskiy Avtomobilnyi Zavod. Ainda criança, Alexei sonhava praticar futebol ou hockey. Três anos depois, o ginasta passou a ser treinado particularmente por Yevgeniy Grigorievich Nikolko. Mudando-se para o Round Lake, aos catorze anos, Alexei agora treinava ao lado da equipe nacional.
Em sua carreira júnior, Alexei tinha como ídolos os ginastas soviéticos Dimitri Bilozertchev e Nikolai Andrianov. Em 1993, aos 16 anos, participou do Campeonato Mundial de Birmingham,- sendo sua primeira competição sênior; conquistou a quinta colocação no evento de solo. No ano posterior, disputou o Europeu de Praga. Nele, foi medalhista de ouro nas barras paralelas, quarto colocado no concurso geral, e sexto na final da barra fixa. Na prova coletiva, foi prata, ao não superar a equipe bielorrussa. Ainda em 1994, estreou em competições mundiais, participando do Campeonato Mundial de Brisbane; sendo medalhista de bronze na prova das barras paralelas, e 12º colocado na competição geral. Na prova por equipes, realizada em Dortmund, Alexei foi prata, superado pela equipe chinesa.
Em 1995, competiu no Mundial de Sabae, sendo medalhista de ouro no salto, empatado com o ucraniano Grigory Misutin. Nemov ainda foi finalista na prova de solo, na qual encerrou na sétima colocação; por equipes, foi apenas quarto. Abrindo o calendário de competições de 1996, disputou a Copa Europeia, sendo medalhista de ouro no solo, no salto e nas barras paralelas. No cavalo com alças, terminou com a medalha de prata. Participando do Campeonato Mundial de San Juan, conquistou novamente o ouro no salto, a prata nas paralelas e o bronze no cavalo com alças. Como último evento do ano, deu-se sua primeira aparição olímpica; nos Jogos Olímpicos de Atlanta. Neles, ao lado de Sergei Kharkov, Nikolai Kryukov, Alexei Voropaev, Yevgeni Podgorny, Dmitri Trush e Dmitri Vasilenko, conquistou a medalha de ouro na prova coletiva, superando a equipe chinesa e ucraniana, prata e bronze, respectivamente. Na disputa geral individual, foi medalhista de prata; o chinês Li Xiaoshuang, conquistou a medalha de ouro. Classificado para mais quatro finais, Alexei conquistou medalhas em todos os eventos: o ouro no salto, e três medalhas de bronze no solo, no cavalo com alças e na barra fixa. Com isso, Alexei tornou-se o maior medalhista do evento, totalizando seis conquistas. No ano posterior, disputando mais uma edição do Mundial, terminou medalhista de ouro nos exercícios de solo. Na etapa de Stuttgart da Copa do Mundo, foi ouro no salto e prata no solo. Em 1998, na Final da Copa do Mundo de Sabae, foi prata no solo e ouro no salto. Disputando o Campeonato Europeu de São Petersburgo, foi ouro no solo, prata por equipes e bronze na disputa geral individual. Em 1999, no Mundial de Tianjin, foi ouro no solo e no cavalo com alças, e prata por equipes, superado pela equipe chinesa.
Em junho de 2000, o ginasta casou-se com Galina, grávida de seis meses. Apenas alguns dias antes de se iniciarem os Jogos Olímpicos de Sydney, Galina deu à luz um bebê que também recebeu o nome de Alexei. Competindo em sua segunda aparição olímpica, Alexei conquistou duas medalhas de ouro: uma no individual geral e outra na barra fixa. Nos exercícios de solo, pontuou 9,800; não suficientes para superar os 9,812 pontos, conquistados pelo letão Igors Vihrovs, medalhista de ouro. Classificado para a final das barras paralelas e do cavalo com alças, terminou em ambas provas com a medalha de bronze; somando seis medalhas olímpicas conquistada nesta edição. Três anos depois, com pretensões de participar dos Jogos Olímpicos de 2004, Alexei participou do Campeonato Mundial de Anaheim. Nele, conquistou a prata nas barras paralelas; empatado com o chinês Huang Xu, e a medalha de bronze na final da barra fixa. Em agosto de 2004, disputando os Jogos Olímpicos de Atenas, só disputou dois aparelhos: cavalo com alças e barra fixa. No cavalo, não passou da fase de classificação; e na barra fixa, após erros e protestos da torcida russa, terminou na quinta colocação.
Após a realização do evento, Alexei anunciou oficialmente sua aposentadoria do desporto. Atualmente o ginasta vive em Tolyatti, ao lado de seu esposa, Galina e seu filho, Alexei.

## Principais resultados
| Ano  | Evento                                    | AA                | Equipe            | Solo              | Cavalo com alças  | Argolas | Salto sobre o cavalo | Barras paralelas  | Barra fixa        |
| ---- | ----------------------------------------- | ----------------- | ----------------- | ----------------- | ----------------- | ------- | -------------------- | ----------------- | ----------------- |
| 1993 | Campeonato Mundial de Ginástica Artística |                   |                   | 5º                |                   |         |                      |                   |                   |
| 1994 | Campeonato Europeu                        | 4º                | Medalha de prata  |                   |                   |         |                      | Medalha de ouro   | 6º                |
| 1994 | Campeonato Mundial de Ginástica Artística | 12º               | Medalha de prata  |                   |                   |         |                      | Medalha de bronze |                   |
| 1995 | Campeonato Mundial de Ginástica Artística |                   | 4º                | 7º                |                   |         | Medalha de ouro      |                   |                   |
| 1996 | Copa Europeia                             | 9º                |                   | Medalha de ouro   | Medalha de prata  |         | Medalha de ouro      | Medalha de ouro   |                   |
| 1996 | Campeonato Mundial de Ginástica Artística |                   |                   |                   | Medalha de bronze |         | Medalha de ouro      | Medalha de prata  |                   |
| 1996 | Jogos Olímpicos                           | Medalha de prata  | Medalha de ouro   | Medalha de bronze | Medalha de bronze |         | Medalha de ouro      |                   | Medalha de bronze |
| 1997 | Copa do Mundo - Stuttgart                 |                   |                   | Medalha de prata  | 8º                |         | Medalha de ouro      | 6º                | 4º                |
| 1997 | Campeonato Mundial de Ginástica Artística | 26º               | Medalha de bronze | Medalha de ouro   |                   |         |                      |                   |                   |
| 1998 | Campeonato Europeu                        | Medalha de bronze | Medalha de prata  | Medalha de ouro   |                   |         | 6º                   |                   |                   |
| 1998 | Jogos da Amizade                          | 5º                |                   | Medalha de ouro   |                   |         |                      | 5º                | Medalha de prata  |
| 1998 | Copa do Mundo - Sabae                     |                   |                   | Medalha de prata  | 7º                |         | Medalha de ouro      |                   | 7º                |
| 1999 | Campeonato Mundial de Ginástica Artística | 6º                | Medalha de prata  | Medalha de ouro   | Medalha de ouro   |         |                      |                   |                   |
| 2000 | Campeonato Europeu                        | 5º                | Medalha de ouro   | 8º                | 6º                |         |                      |                   |                   |
| 2000 | Jogos Olímpicos                           | Medalha de ouro   | Medalha de bronze | Medalha de prata  | Medalha de bronze |         | 4º                   | Medalha de bronze | Medalha de ouro   |
| 2002 | Campeonato Europeu                        |                   | Medalha de prata  | Medalha de ouro   |                   |         |                      | 4º                |                   |
| 2003 | Campeonato Mundial de Ginástica Artística |                   | 4º                |                   |                   |         |                      | Medalha de prata  | Medalha de bronze |
| 2004 | Jogos Olímpicos                           |                   | 6º                |                   |                   |         |                      |                   | 5º                |